# Aspuddselet
Aspuddselet är en sjö i Sorsele kommun i Lappland och ingår i Umeälvens huvudavrinningsområde. Sjön har en area på 0,574 kvadratkilometer och ligger 295 meter över havet. Aspuddselet ligger i Vindelälven Natura 2000-område.

## Delavrinningsområde
Aspuddselet ingår i det delavrinningsområde (724572-160034) som SMHI kallar för Utloppet av Aspuddselet. Medelhöjden är 318 meter över havet och ytan är 3,33 kvadratkilometer. Räknas de 78 avrinningsområdena uppströms in blir den ackumulerade arean 828,39 kvadratkilometer. Gargån som avvattnar avrinningsområdet har biflödesordning 3, vilket innebär att vattnet flödar genom totalt 3 vattendrag innan det når havet efter 260 kilometer. Avrinningsområdet består mestadels av skog (51 procent). Avrinningsområdet har 0,57 kvadratkilometer vattenytor vilket ger det en sjöprocent på 17,2 procent. Bebyggelsen i området täcker en yta av 0,32 kvadratkilometer eller 10 procent av avrinningsområdet.